# Svend Hammershøi
Svend Hammershøi, född 10 augusti 1873, död 27 februari 1948, var en dansk konstnär, bror till konstnären Vilhelm Hammershøi.
Hammershøi fortsatte i broderns fotspår som målare av gammal arkitektur. Han gjorde sig även känd som formgivare av keramik och bokband.

## Utmärkelser
- Den Sødringske Opmuntringspræmie,  1910[6]
- Eckersbergmedaljen,  1912[4]
- Eckersbergmedaljen,  1913[4]
- Riddare av Dannebrogorden,  1925[4]
- Dannebrogsmännens hederstecken,  1931[4]
- Thorvaldsenmedaljen,  1944[6]

[Redigera Wikidata]